# Julio González
Julio González i Pellicer (Barcelona, 21 de setembro de 1876 — Paris, 27 de março de 1942), nascido em Barcelona, foi um escultor e pintor espanhol que desenvolveu o uso expressivo do ferro como meio para a escultura moderna. Ele era de uma linhagem de trabalhadores e artistas metalúrgicos. Seu avô era ourives e seu pai, Concordio González, um serralheiro que lhe ensinou as técnicas de ourives em sua infância. Sua mãe, Pilar Pellicer Fenés, veio de uma longa linha de artistas.
Julio frequentou o Circol Artist Sant Luc, uma escola católica cujo modelo de educação foi baseado nas guildas de arte medievais e influenciado pelo movimento Arts and Crafts na Inglaterra.

## Biografia

### Juventude
Julio González Pellicer nasceu em Barcelona, em 21 de setembro de 1876. Ele veio de uma linha de serralheiros; seu avô era ourives na Galiza. O pai de González, Concordio González, era dono de uma oficina e, quando menino, González aprendeu com ele as técnicas de trabalho em ouro, prata e ferro. Ele e seu irmão mais velho, Joan González, estudaram essas técnicas. Além disso, todos os três filhos de González estudaram na Circol Artist Sant Luc, uma escola católica que remodelou sua educação nas guildas de arte medievais, influenciada pelo movimento Arts and Crafts na Inglaterra. Em 1896, o pai de González morreu. A oficina da família foi passada para o filho mais velho, Joan. Com Joan diretamente envolvida com a oficina da família, Joan e Julio se concentraram em suas técnicas de metalurgia e aspirações artísticas. No final do século, os dois irmãos começaram a frequentar a Els Quatre Gats, um café que foi o ponto de encontro de muitos artistas, especialmente aqueles ligados ao modernismo. Foi lá que conheceram artistas como Joan Miró e Pablo Picasso.
Na virada do século XX, Pablo Picasso e Julio González se tornaram grandes amigos. González mudou-se para Paris em 1902, mas viajou para Barcelona várias vezes no início do século XX. No Picasso Museum de Barcelona, sua estreita amizade é comprovada por um retrato desenhado, intitulado "Julio González e o homem robusto visto por trás". Eles permaneceram amigos íntimos até 1908; os estudiosos não sabem por que sua amizade terminou nessa época, mas com base nos materiais de arquivo de González, parece estar relacionado a uma disputa anterior com o irmão de Julio, Joan.

### Paris
Em Paris, associou-se ao círculo de artistas espanhóis de Montmartre, incluindo Pablo Gargallo, Juan Gris e Max Jacob. Em 1918, passa a se interessar pelas possibilidades artísticas da soldagem, após aprender a técnica enquanto trabalhava na fábrica da Renault em Boulogne-Billancourt. Esta técnica viria a ser a sua principal contribuição para a escultura, embora durante este período ele também pintasse e —especialmente— criasse peças de joalharia. Em 1920 retomou o contato com Picasso, para quem posteriormente prestou assistência técnica na execução de esculturas em ferro, participando das pesquisas de Picasso sobre cubismo analítico. Ele também forjou as infraestruturas dos gessos de Constantin Brâncuși. No inverno de 1927-28, ele mostrou a Picasso como usar solda oxi-combustível e corte. Quando sua amizade se restabeleceu, Picasso e González colaboraram em uma peça chamada Woman in the Garden entre 1928-1930. De outubro de 1928 a 1932, os dois trabalharam juntos - e em 1932, González foi o único artista com quem Picasso compartilhou seu próprio caderno de arte pessoal. Influenciado por Picasso, González, de cinquenta anos, mudou profundamente seu estilo, trocando o bronze pelo ferro e os volumes por linhas. González começou a formalizar uma nova linguagem visual na escultura que mudaria o curso de sua carreira.

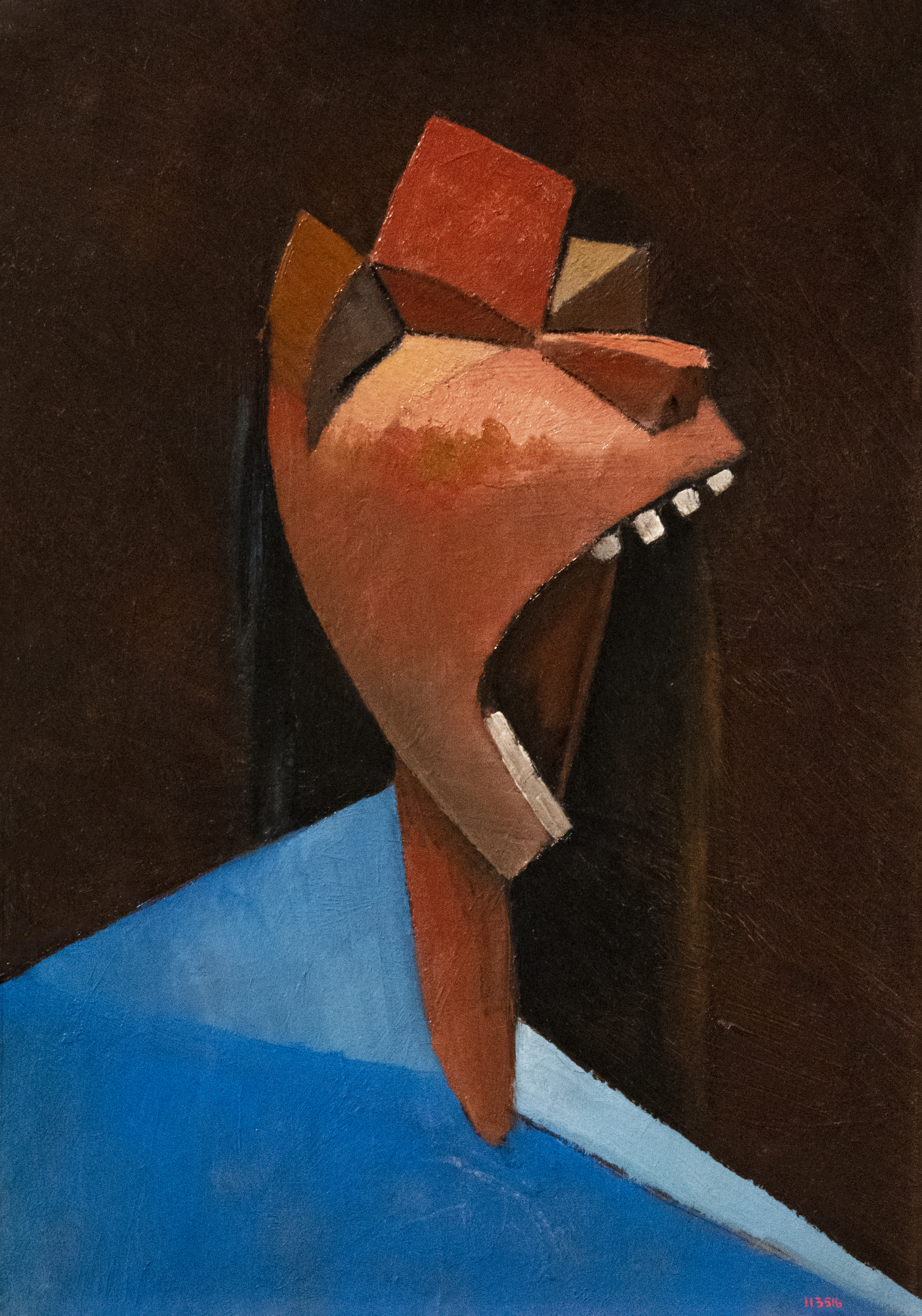
Cap cridant, Museu Nacional d'Art de Catalunya
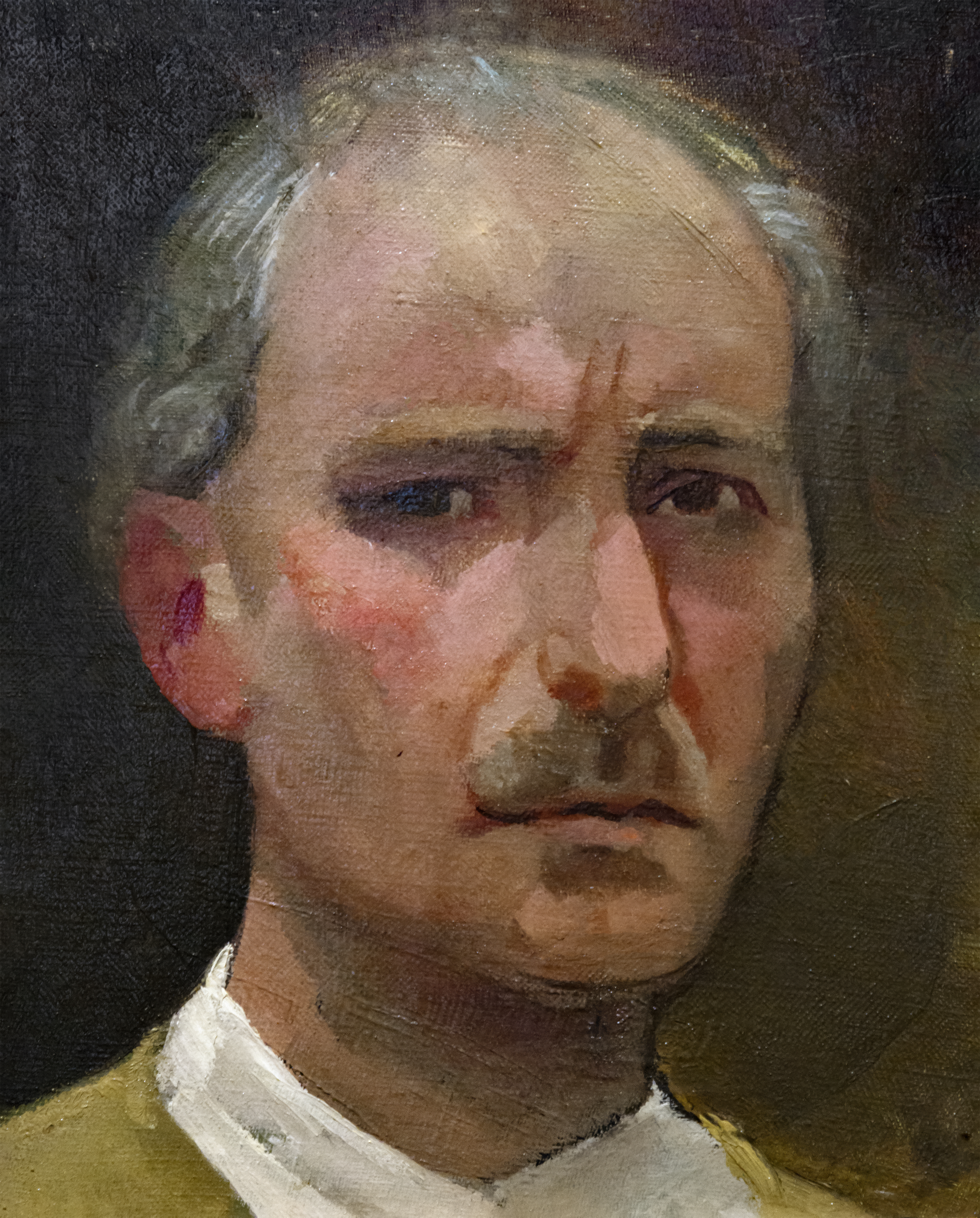
Autorretrato 1920, Museu Nacional d'Art de Catalunya

### Ironwork 1932–1937
González criou trabalhos em ferro nesta época que o estabeleceriam como "o pai de todas as esculturas de ferro deste século". Durante o início dos anos 1930, poucos artistas utilizaram metal forjado ou soldado como um meio potencial para sua arte. Isso porque, na época, muitos artistas não trabalhavam diretamente com o meio. Em vez disso, os artistas trabalharam com uma fundição e técnicos especializados para executar as obras de arte. González era único neste caso porque seu trabalho exigia uma interação ativa - algo que exigia as habilidades moldadas por um longo e especializado aprendizado. Em 1937, ele contribuiu para o Pavilhão Espanhol na Feira Mundial de Paris (La Montserrat, Está perto de Guernica), e cubismo e da arte abstracta no Museu de Arte Moderna em Nova Iorque.

### 1938-1942: anos posteriores
Como González envelheceu entre 1938 e 1940, ele desenhou mais. Essas obras posteriores, como afirma o estudioso Joseph Withers, “tocam em problemas maiores e preocupações pessoais que exigiram nossa discussão dessas obras no contexto da reação evidentemente pessimista de González à Guerra Civil Espanhola e à Segunda Guerra Mundial. Julio González foi diretamente afetado pela Segunda Guerra Mundial; sua filha Roberta González casou-se com o pintor alemão - e assistente de Julio - Hans Hartung em 1938. Quando a invasão alemã ocorreu na França, o casal teve que se separar do resto da família, já que Hans Hartung era um antinazista e era procurado pela polícia secreta alemã. Separado da filha e do genro, Julio Gonzalez fez desenhos figurativos e trabalhou em moldes de gesso. Os desenhos e fundições produzidos durante os últimos dois anos de sua vida são testemunhos do sofrimento e desespero que Gonzalez sentia pela tirania e pela guerra. Julio Gonzalez morreu em Arcueil em 27 de março de 1942.